# کاج بزرگ‌مخروط
کاج بزرگ‌مخروط یا کاج ابرمخروط (نام علمی: Pinus coulteri) نام یک گونه از سرده درخت کاج است. بومی کوه‌های ساحلی جنوب کالیفرنیا در ایالات‌متحده و شمال باخا کالیفرنیا در مکزیک است. نخلستان‌های منزوی تا شمال کلیرلیک، کالیفرنیا در کناره‌های کوه کونوکتی و منطقه حفاظت شده معدن الماس سیاه یافت می‌شوند. این نام از توماس کولتر، گیاه‌شناس و پزشک ایرلندی گرفته شده است. ارتفاع این درخت بین ۱۰ تا ۲۴ متر متغیر است. مخروط کاج کولتر سنگین‌ترین مخروط را در بین هر درخت کاج تولید می‌کند، تا وزن ۵ کیلوگرم و در میان مخروط ها فقط مخروط‌های کاج بونیا از آن فراتر می‌رود.
با وجود اینکه در طبیعت گستره محدودی دارد، کاج کولتر یک درخت زینتی محبوب است و در بسیاری از کشورها رشد می‌کند.